# Portrait de Jean de Froimont
Le Portrait de Jean de Froimont est un tableau réalisé par le peintre wallon Rogier van der Weyden, sans doute peu avant 1464. De format vertical, cette peinture à l'huile sur bois de chêne est le portrait en buste de Jean de Froimont, qui y figure les mains jointes en prière devant un fond bleu-vert. Au verso se trouve une représentation de Laurent de Rome surmontée d'armoiries entourées par une banderole portant l'inscription « Froimont ».
L'œuvre constitue un diptyque aujourd'hui démembré avec un autre panneau : La Vierge et l'Enfant, une Madone conservée au musée des Beaux-Arts de Caen, dans le Calvados, en France. Autrefois aux galeries de l'Académie, à Venise, elle a quant à elle été offerte à la Belgique en 1921 par le gouvernement italien, reconnaissant pour la restitution de Junon versant ses trésors sur la ville de Venise, par Paul Véronèse. Elle fait partie des collections des musées royaux des Beaux-Arts de Belgique, à Bruxelles.

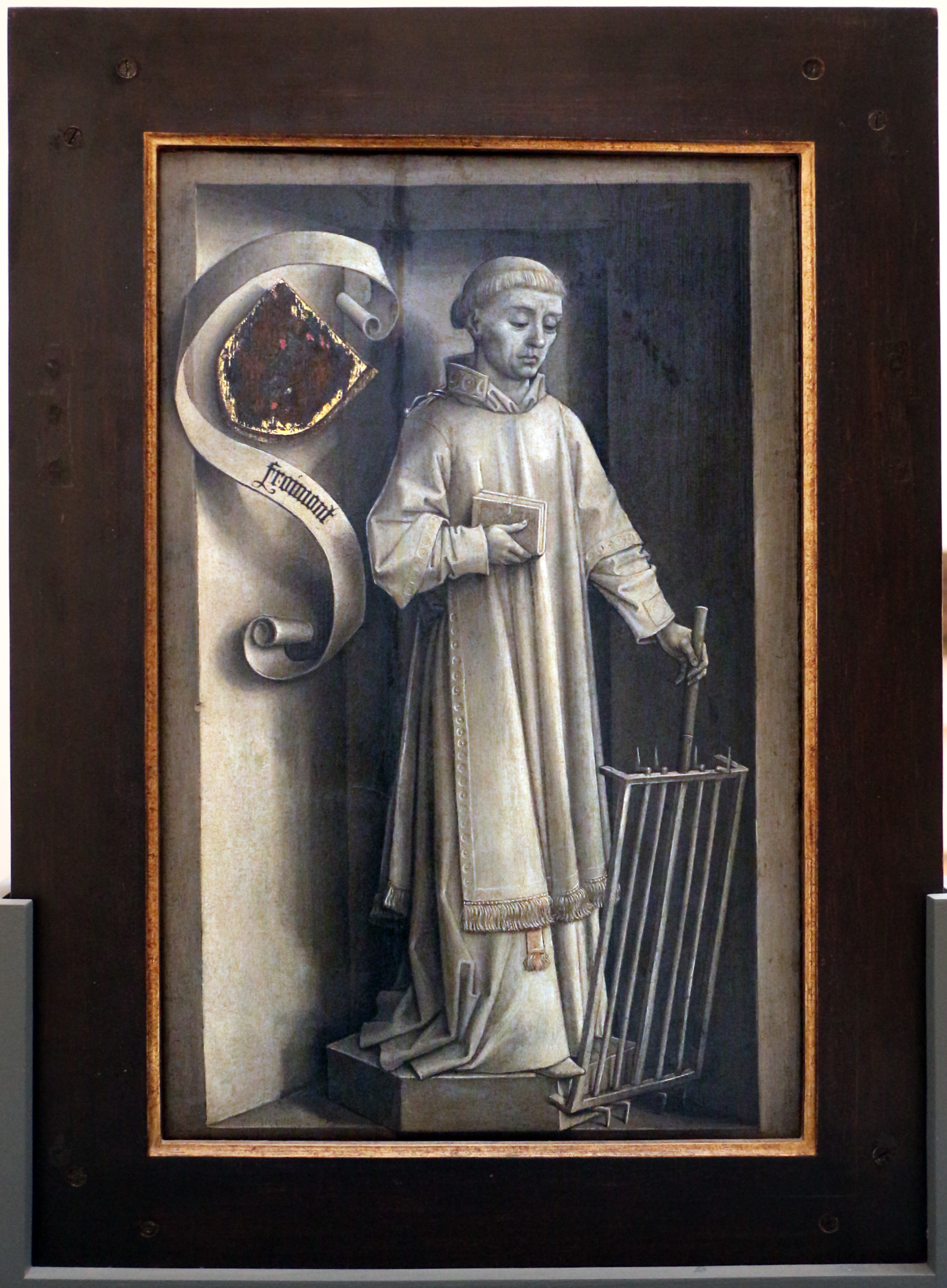
Rogier van der Weyden, Saint Laurent, peu avant 1464 ? – Musées royaux des Beaux-Arts de Belgique, Bruxelles.
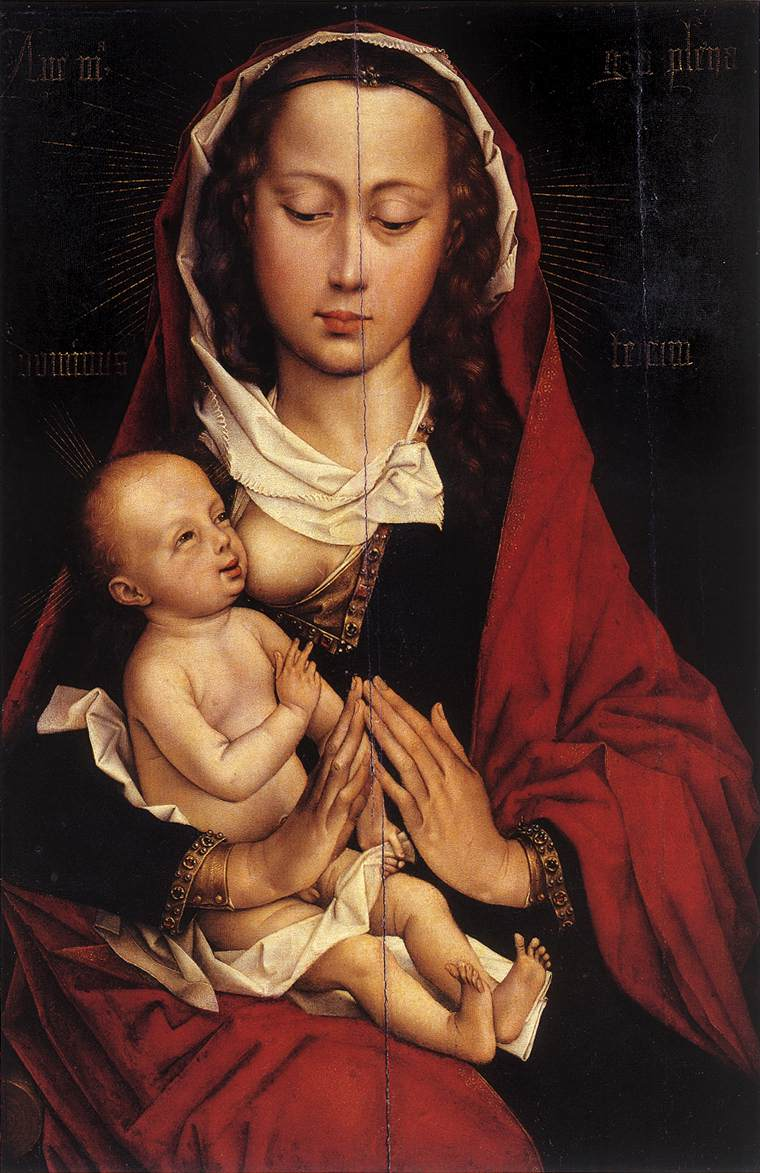
Rogier van der Weyden, La Vierge et l'Enfant, vers 1460 – Musée des Beaux-Arts de Caen, Caen.
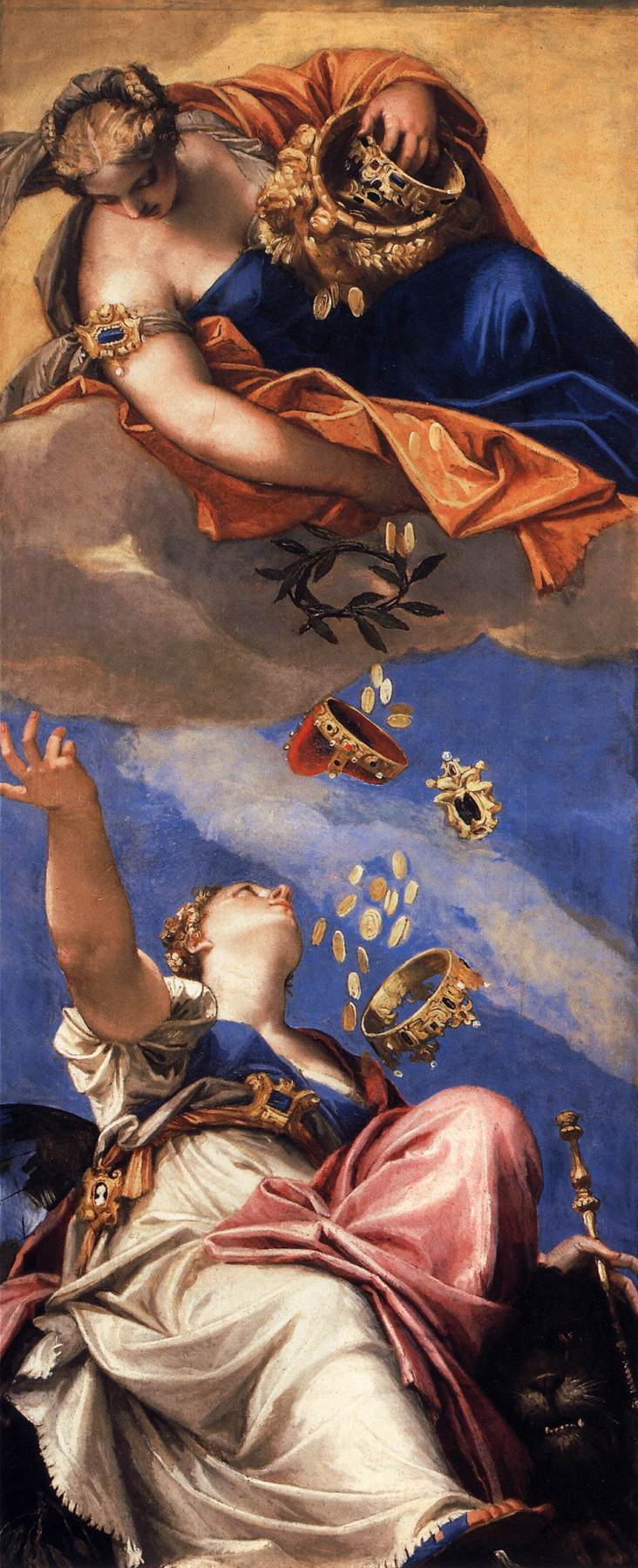
Paul Véronèse, Junon versant ses trésors sur la ville de Venise, 1553-1555 – Palais des Doges, Venise.